# Krystyna Anna Jagiełło
Krystyna Anna Jagiełło (ur. 25 lutego 1938 w Warszawie, zm. 17 sierpnia 2013 w Warszawie) – polska reporterka, dziennikarka, pisarka.

## Życiorys
Była córką Tadeusza Dietricha i Marii Dzienisiewicz. Pochodziła z rodziny zakorzenionej od pokoleń w Warszawie. Jej pradziadkiem był Fryderyk Krzysztof Dietrich, grafik urodzony w Öhringen w Wirtembergii, od 1819 osiadły w Warszawie.
W Warszawie przeżyła okupację, Powstanie warszawskie i exodus mieszkańców po jego upadku.
W 1960 ukończyła studia na Wydziale Dziennikarstwa Uniwersytetu Warszawskiego.
Pracę zawodową rozpoczęła w telewizji. Następnie pracowała w prasie młodzieżowej: w „Sztandarze Młodych” (1963–1970), a potem w „Dookoła Świata” (1971–1972), gdzie przez dwa lata kierowała działem krajowym. Najważniejszym etapem jej działalności zawodowej stała się praca w tygodniku „Literatura” (1973–1981).
Współpracowała m.in. z dwutygodnikiem „Życie Gospodarcze” (1965, 1966, 1977), z „Polityką” (1966–1972), „Kulturą” (1969–1972), „Nowymi Książkami” (1972–1975, 1977), „Tygodnikiem Morskim” (1974), z pismem „Fakty’79” (1979), z miesięcznikiem „Kontrasty” (1977, 1978).
W sierpniu 1980 jako reporterka „Literatury” relacjonowała przebieg strajku w Stoczni Gdańskiej. Jak napisał Mariusz Szczygieł „jest jedną z wyróżniających się rozmówczyń w głośnej książce Kto tu wpuścił dziennikarzy o dziennikarzach na sierpniowych strajkach”.
Na początku stanu wojennego (1981) została zwolniona z pracy w „Literaturze” ze względów politycznych – po 13 grudnia nie stawiła się na obowiązkową weryfikację. Współpracowała z „Tygodnikiem Solidarność”, a także – dostarczając korespondencje z Polski – z radiem Wolna Europa i Głos Ameryki.
W następnych latach, nie mając stałego zatrudnienia, pisała do pism katolickich, takich jak „Więź”, „Gość Niedzielny” i „Nowe Życie”. Były to na ogół (od 1989) korespondencje z Niemiec. Jako niezależna reporterka publikowała artykuły w „Newsweeku” i „Rzeczpospolitej”.
Praca reporterki była jej pasją. W pisaniu o Polsce i losach zwykłych ludzi, uwikłanych w trudną, PRL-owską rzeczywistość, upatrywała wielki sens, a także dziennikarską powinność. W jej reportażach – często okrojonych przez cenzurę – jest zapis siermiężnej codzienności lat 70. i 80. XX wieku, zabarwiony dystansem i poczuciem humoru, ale też ciepłym współczuciem dla przedstawianych osób. Interesowali ją ludzie, którzy swoją wyobraźnią i szczyptą szaleństwa pragnęli zmienić otaczający ich świat realnego socjalizmu (jak bohater reportażu Przygody rewizora, pierwodruk „Literatura” 1976). W 1987 roku, w wydawnictwie podziemnym ukazała się książka Krzyż i kotwica, poświęcona życiu prześladowanych (od grudnia 1970 roku do sierpnia 1980) stoczniowców.
Ważną pozycją dokumentującą walkę ze zniewoleniem jest książka Dziedzice bezprawnej wolności, według słów autorki „rozmowy z ludźmi, którzy nigdy nie przestali być wewnętrznie wolni, nawet w czasach największego terroru”. Wśród bohaterów tej książki są osoby o bardzo różnych poglądach, jak m.in. prof. Janusz Groszkowski, biskup prof. Bronisław Dembowski, Waldemar Fydrych, twórca Pomarańczowej Alternatywy, czy Jan Lityński. Łączy ich to, że „przejmowali trudną sukcesję zakazanej wolności”.
W latach 1989–1999 mieszkała w Karlsruhe (Badenia-Wirtembergia), wraz ze swym drugim mężem Klausem Kammem. Do zainteresowań własnym krajem, dołączyła się fascynacja powojenną transformacją Niemiec w państwo demokratyczne. Temu poświęciła swą ostatnią książkę Po zmierzchu bogów, a także wcześniejszą Anioł przemówił po niemiecku – rozmowy z Niemcami, którzy zaangażowali się po II wojnie światowej w pojednanie z Polską.
W dorobku Krystyny Jagiełło jest także debiut powieściowy Jeszcze jeden mazur dzisiaj – opowieść o konformizmie dziennikarzy działających w warunkach systemu totalitarnego.
Należała do Stowarzyszenia Dziennikarzy Polskich (do 1981), Stowarzyszenia Pisarzy Polskich i do Stowarzyszenia Autorów ZAIKS (1971–2013).

## Publikacje
Książki
- Wszyscy święci na urlopie, Kraków: Wydawnictwo Literackie, 1979
- Cztery pory roku, Olsztyn: Wydawnictwo Pojezierze, 1982
- Jeszcze jeden mazur dzisiaj, Warszawa: Wydawnictwo Przedświt, 1987
- Krzyż i kotwica, Paryż: Wydawnictwo Libella, 1987; wyd. 2, Warszawa: Wydawnictwo In Plus, 1990
- Dziedzice bezprawnej wolności, Warszawa: Wydawnictwo In Plus, 1990; wyd. 2, Bydgoszcz-Warszawa: Oficyna Wydawnicza Branta, 2007
- Anioł przemówił po niemiecku, Warszawa: Wydawnictwo Presspublica, 1993
- Po zmierzchu bogów, Warszawa: Wydawnictwo Iskry, 2005

Reportaże i artykuły prasowe (wybór)
- Którędy w górę, w: Sztandar młodych przedstawia się, wybór Anna Pawłowska, Jerzy Feliksiak, wyd. Iskry, Warszawa 1970, s. 40–46
- Huta i pszczoła, „Kultura” 1970 nr 7
- Nałóg i medycyna, „Kultura” 1970 nr 19
- Którędy do słońca, „Kultura” 1970 nr 28
- Sukces w sosie pomidorowym, „Kultura” 1971 nr 34
- Zwróć mi niebo niebieskie, „Literatura” 1974 nr 34
- Z tej mąki chleba nie będzie, „Literatura” 1975 nr 10
- Niewypał z zapałkami, „Literatura” 1975 nr 39
- Sztuka owijania w bawełnę, „Literatura” 1973 nr 4
- Zmierzch na plebanii, „Literatura” 1977 nr 15
- Dziewiątką pojechać w Aleje, „Literatura” 1977 nr 29
- Kotyliony dla naszych chłopców, „Fakty’79” 1979 nr 1
- Czepiam się życia, „Literatura” 1979 nr 43
- Pegaz i węgiel, „Literatura” 1979 nr 46
- Szansa spóźnionej literatury. Rozmowa z Janem Józefem Szczepańskim, „Więź” 1982 nr 11–12, s. http://wiez.com.pl/tag/jan-jozef-szczepanski/ (dostęp 19 IV 2020)
- Dziwny profesor, w: 100/XX. Antologia reportażu XX w. pod red. Mariusza Szczygła, t. 2: 1966–2000, wyd. Czarne, Wołowiec 2014, s. 216–225

## Nagrody
- Laureatka nagrody im. Juliana Bruna
- Nagroda im. Bolesława Prusa (1969)